# David Alexander (Regisseur)
David Alexander (* 23. Dezember 1914; † 6. März 1983) war ein US-amerikanischer Filmregisseur und Filmproduzent.
David Alexander führte unter anderem an folgenden Fernsehserien Regie:
- „The Munsters“
- „Raumschiff Enterprise“
- „Quincy“

Die Fernsehserie „Decoy“ von 1957 mit Beverly Garland und Tomás Milián in den Hauptrollen wurde von ihm produziert.